# Carpio
Carpio és un municipi de la província de Valladolid, a la comunitat autònoma de Castella i Lleó. Té una superfície de 56,50 km².

## Demografia
| 1991 | 1996 | 2001 | 2004 |
| ---- | ---- | ---- | ---- |
| 1315 | 1244 | 1181 | 1079 |